# Mayflower
Mayflower var det skib, som bragte de første udvandrere fra Plymouth i England til Plymouth-kolonien i Massachusetts, (USA), i 1620. Fartøjet tog fra England den 6. september (den 16. september efter den gregorianske kalender), og efter en hård rejse plaget med sygdom kastede skibet anker i nordspidsen af krogen af Cape Cod (Provincetown Havn) den 11. november (datoer er med den julianske kalender). Mayflowers mål var oprindeligt Hudsonfloden nord for kolonien Jamestown fra 1607. Mayflower kom dog alvorligt ud af kurs, da vinteren nærmede sig, og blev i Cape Cod Bay (kortlagt i 1602 af Bartholomew Gosnold).
Den svindende koloni, som havde brugt skibet som primært ly, flyttede den 5. april 1621 på land pga. sygdom og mangel på proviant. På kysten grundlagde de kolonien Plymouth, og Mayflower, et privat hyret fartøj, returnerede til England.
Mayflower står som et symbol på tidlig europæisk kolonisering af det fremtidige USA. Omkring halvdelen af passagererne tilhørte en lille gruppe religiøse separatister, hvis religion var undertrykt i Europa. De ønskede et liv, hvor de frit kunne praktisere deres tro. Dette symbol på religiøs frihed giver genlyd i det amerikanske samfund og er anerkendt som kanon for enhver amerikansk historiebog.
Hovedinitiativtageren til rejsen med Mayflower og grundlægningen af Plymouth-kolonien er William Bradford, der var betydningsfuld for koloniens tidlige udformning og senere guvernør for kolonien.

## Skibet
Mayflower blev hovedsageligt brugt som fragtskib, involveret i handel med varer (ofte vin) mellem England og andre europæiske lande, hovedsageligt Frankrig, men også Norge, Tyskland og Spanien. Fra 1607-08 og indtil 1622 blev skibet sejlet af Christopher Jones, som var kaptajn på den legendariske færd over Atlanterhavet. Skibet havde base i Rotherhithe, England. Kun et år efter kaptajnens død i 1622 blev det demonteret og hugget op til tømmer i Rotherhithe i 1623.
Skibets dimensioner i detaljer er ukendt; men baseret på læssekapaciteten og den typiske størrelse for et 180 ton fragtskib formodes skibet at have været 90-110 fod (27-34 m) langt og have haft en bredde på omkring 25 fod (8 m). Skibet havde en besætning på 25-30 mand.

### Kopier
Omhyggelig forskning mundede ud i fremstillingen af en kopi af skibet, kaldet Mayflower II (søsat d. 22. september, 1956). Dette skib er nu en del af et museum nær Plymouth, Massachusetts.

## Pilgrimmenes rejse
I starten var planen, at rejsen skulle foretages i to skibe, Mayflower og et andet mindre skib Speedwell. De sejlede sammen af sted fra Southampton, England, den 5. august 1620; men Speedwell udviklede en lækage og måtte på værft i Dartmouth. Ved det andet forsøg nåede skibene Atlanterhavet, men blev igen tvunget til at vende tilbage til Plymouth pga. Speedwells lækage. Det blev senere kendt, at intet var galt med Speedwell. Besætningen havde saboteret det for at slippe for deres årelange kontraktforpligtigelse.
Efter en reorganisering af skibet blev de 60 dages rejse tilbagelagt af Mayflower alene. Det forlod Plymouth, England den 6. september, med 102 passagerer foruden besætningen; hver familie havde hver sin meget begrænsede plads til personlige ejendele.
Skibet havde formentlig 25-30 besætningsmedlemmer og derudover andet hyret personel; dog er det kun fem, der er kendt ved navn, blandt andre John Alden. William Bradford, som skrev de eneste kendte optegnelser fra rejsen med Mayflower, beretter at John Alden blev hyret som tøndemager i Southampton.